# Althispanische Schriften

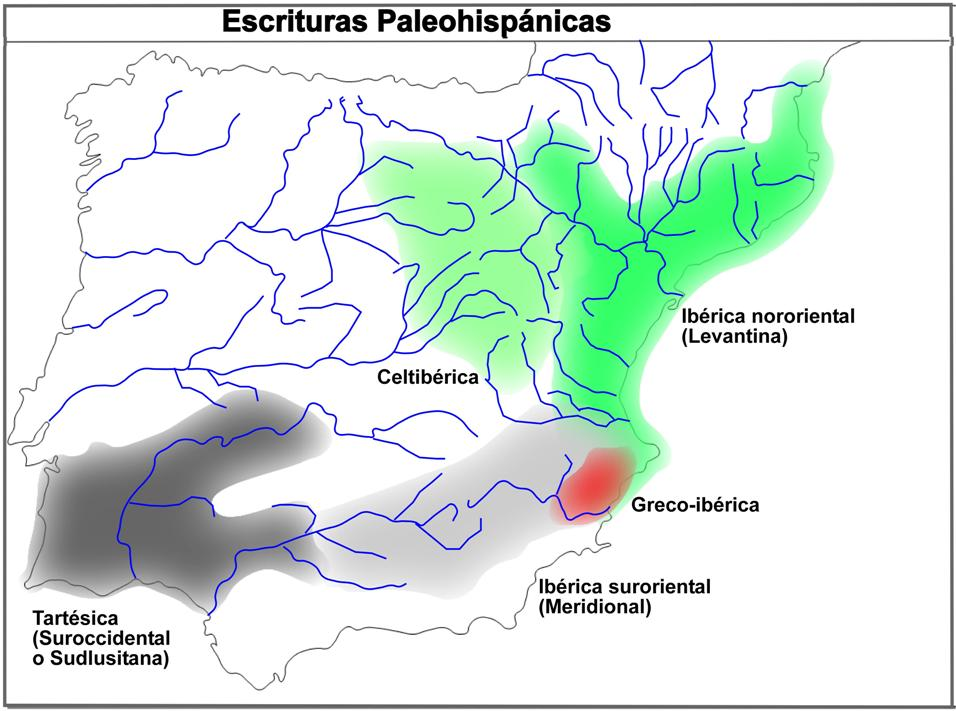
Schriften im vorröm. Spanien

Das phönizische Alphabet zum Vergleich

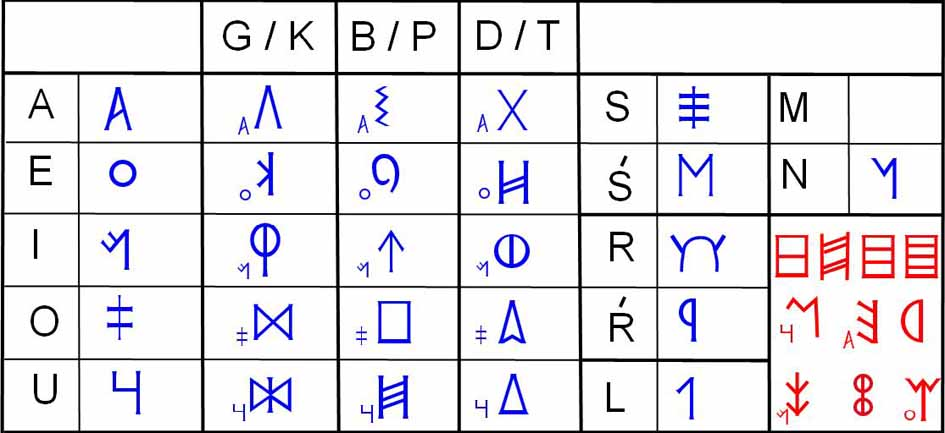
Südlusitanischer Zeichensatz (Rodríguez Ramos 2000).

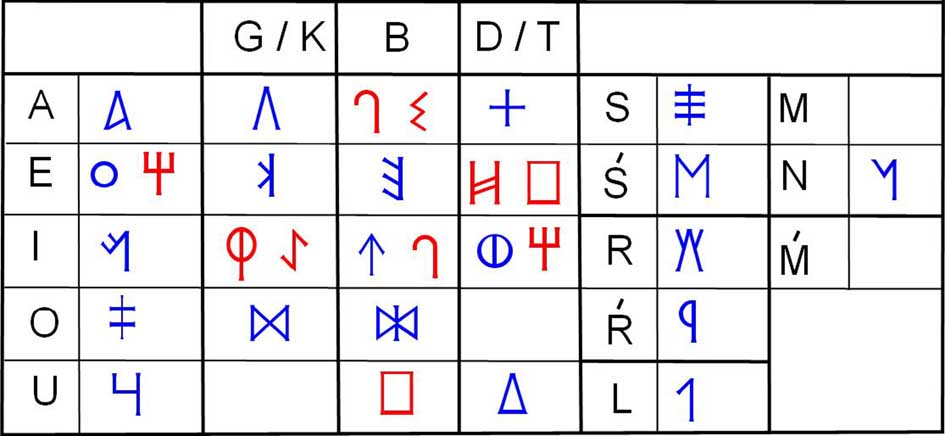
Südostiberischer Zeichensatz (Correa 2004).

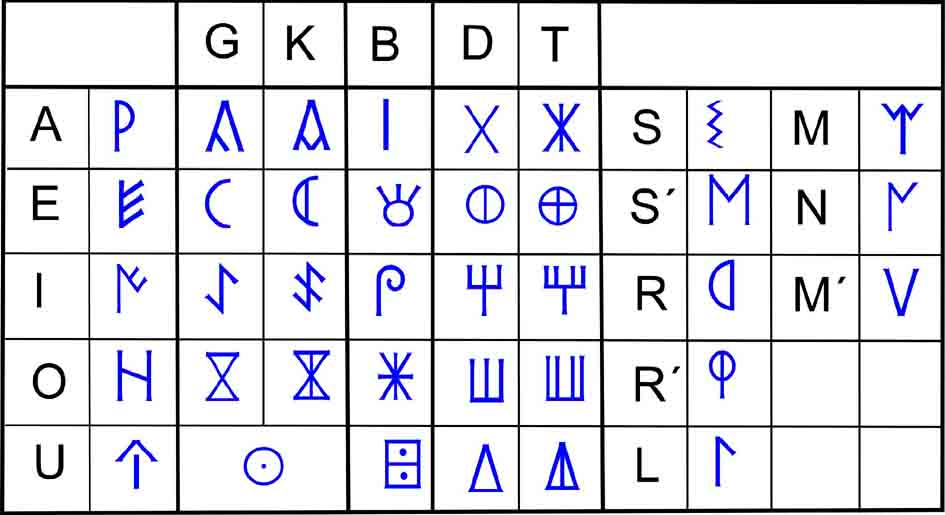
Nordostiberischer Zeichensatz, 37 Buchstaben, 4. – 3. Jh. vor Chr. (Ferrer i Jané 2005)

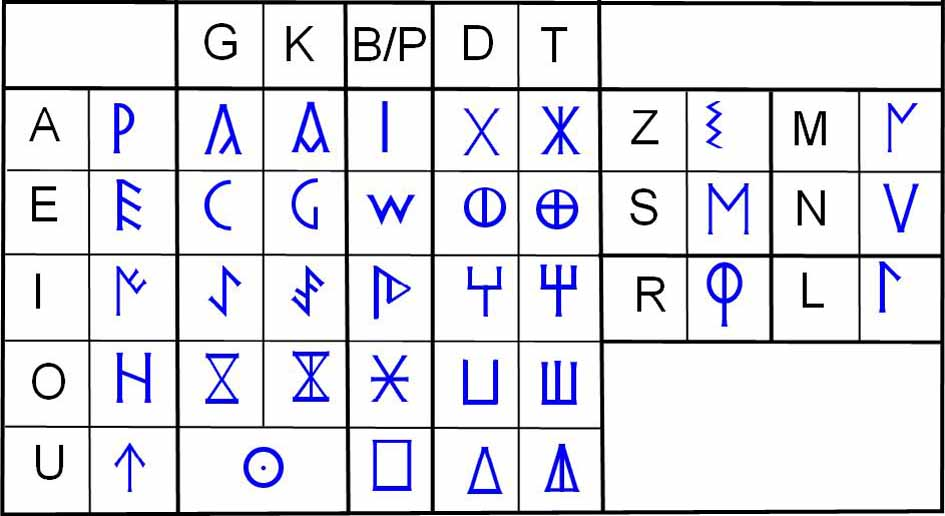
Keltiberischer Zeichensatz – Westliche Variante (Ferrer i Jané 2005).

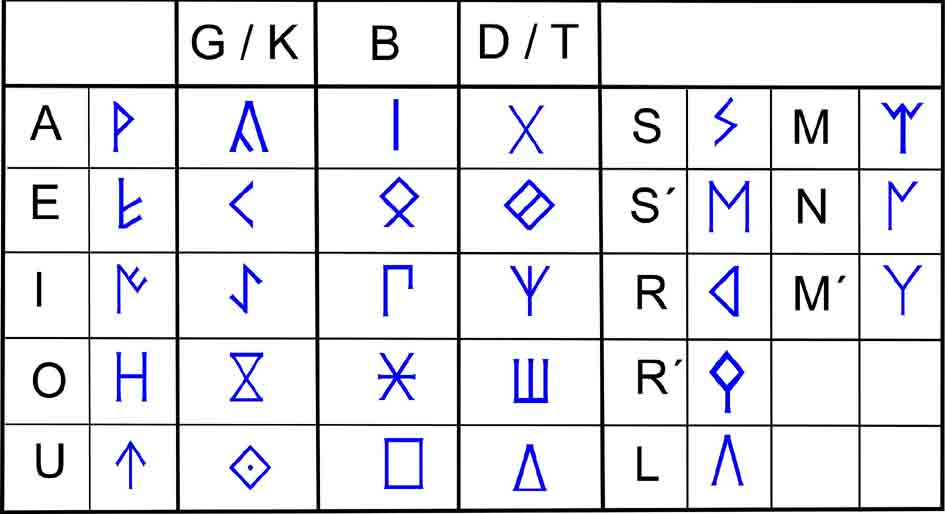
Nordostiberischer Zeichensatz, 28 Buchstaben, 2. – 1. Jh. vor Chr.

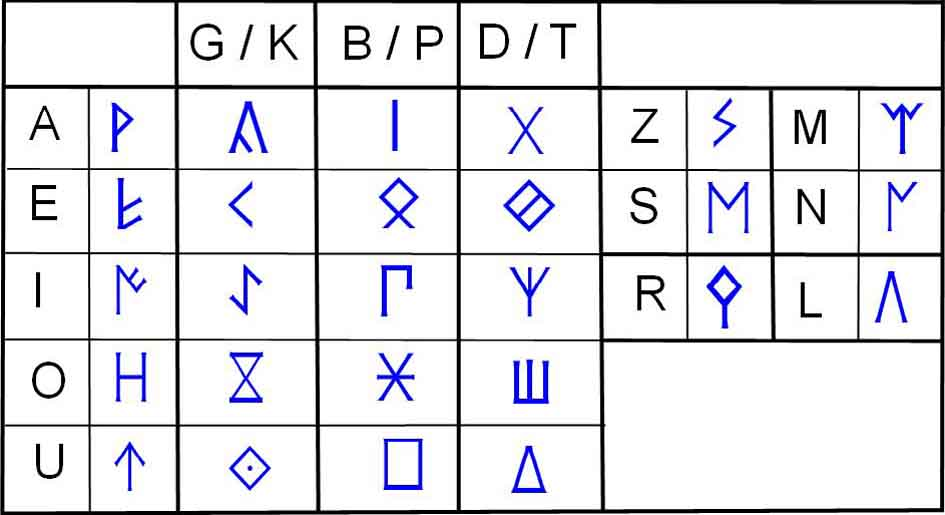
Keltiberischer Zeichensatz – Östliche Variante.

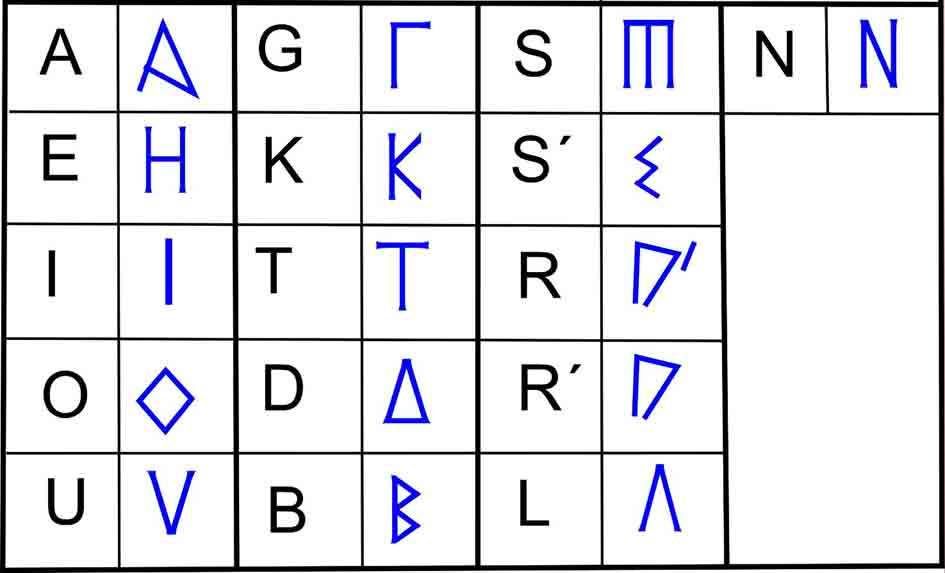
Gräko-Iberisches Alphabet.

Die althispanischen Schriften sind die Schriftsysteme, die vor und zu Beginn der römischen Herrschaft auf der Iberischen Halbinsel benutzt wurden. Die meisten von ihnen sind typologisch sehr ungewöhnlich, da es sich eher um Halb-Silbenschriften als um echte Alphabete handelt, obwohl sie sich aus dem phönizischen Alphabet entwickelt haben.
Die althispanischen Schriften wurden vom 5. vorchristlichen Jahrhundert – nach Meinung einiger Forscher vom 7. Jahrhundert – bis zum Ende des 1. vorchristlichen oder dem Anfang des 1. nachchristlichen Jahrhunderts verwendet und waren das Hauptmittel, um die althispanischen Sprachen schriftlich festzuhalten. Einige Forscher vertreten die Ansicht, dass sie einzig vom phönizischen Alphabet abstammen, während andere glauben, dass das griechische Alphabet ebenfalls eine Rolle spielte.

## Schriften
Die althispanischen Schriften werden in drei Hauptgruppen aufgeteilt, Südlich, Nördlich und Gräko-iberisch, mit Unterschieden sowohl bei den Formen der Zeichen als auch bei ihren Lautwerten.
Inschriften der südlichen Schriften wurden hauptsächlich in der Südhälfte der iberischen Halbinsel gefunden, repräsentieren nur 5 % der insgesamt bisher gefundenen Inschriften und werden fast immer von rechts nach links geschrieben. Es handelt sich dabei um:
- den Espanca-Zeichensatz (bekannt von einer einzigen Tafel, und der einzige Nachweis einer alphabetischen Reihenfolge);
- die Tartessische oder Südlusitanische Schrift, auch bekannt als Südwestliche;
- die Südostiberische Schrift, auch bekannt als Meridional.

Inschriften der nördlichen Schriften wurden hauptsächlich im nordöstlichen Viertel der iberischen Halbinsel gefunden, repräsentieren 95 % aller gefundenen Inschriften und werden fast immer von links nach rechts geschrieben. Es handelt sich dabei um:
- die Nordostiberische Schrift, auch bekannt als Levantinisch;
  - Duale Variante
  - Nicht-duale Variante
- die Keltiberische Schrift
  - Westliche Variante
  - Östliche Variante.

Außerdem gab es
- das Gräko-Iberische Alphabet.

Die letztere war eine direkte Entwicklung aus der ionischen Variante des griechischen Alphabets und auf eine kleine Region an der Mittelmeerküste der heutigen Provinzen Alicante und Murcia beschränkt.
Die südlichen Schriften wurden von rechts nach links geschrieben wie das phönizische Alphabet, während die nördlichen Schriften dies zu links nach rechts umkehrten wie das griechische Alphabet.

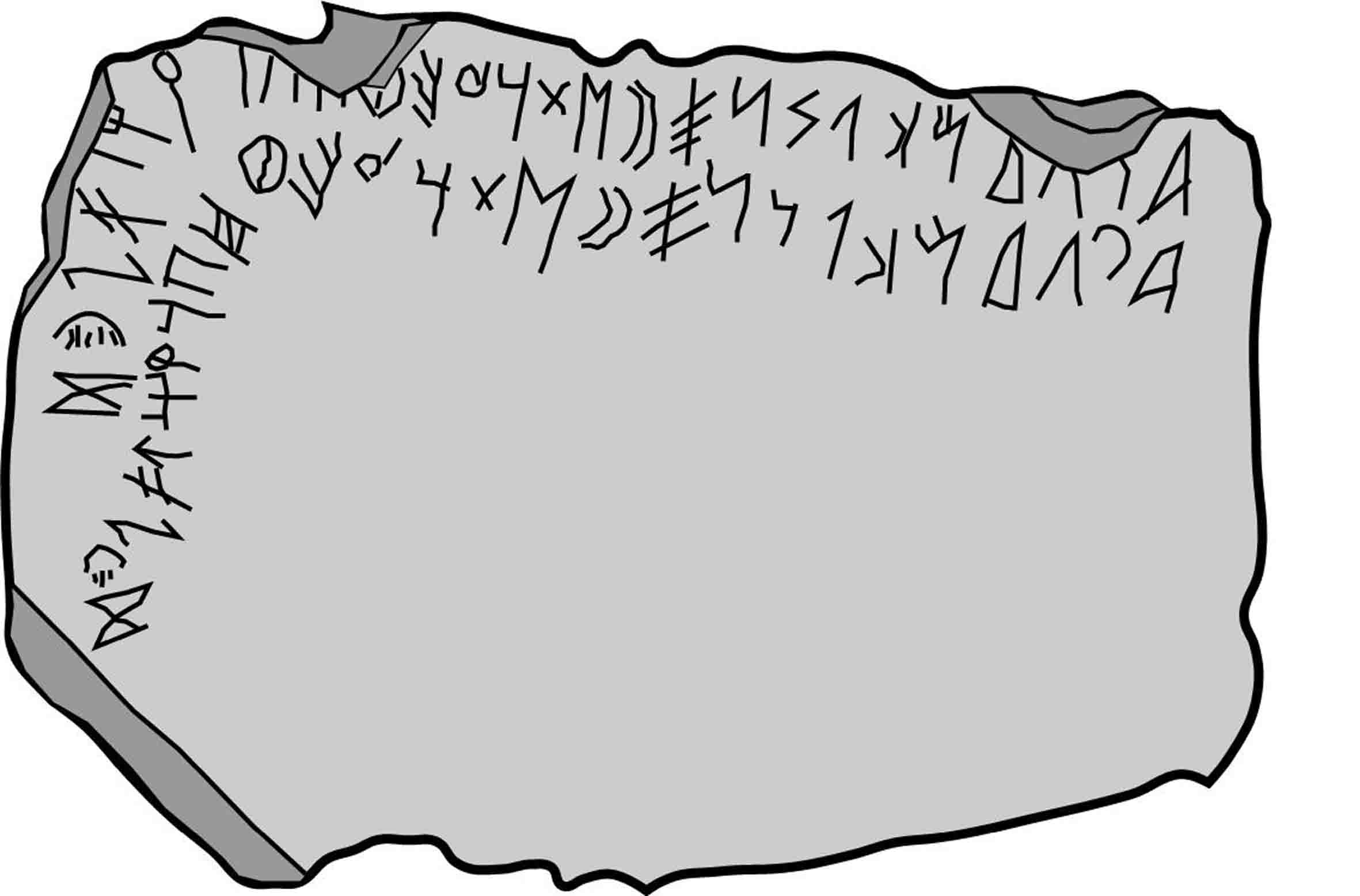
Espanca-Zeichensatz (Castro Verde).
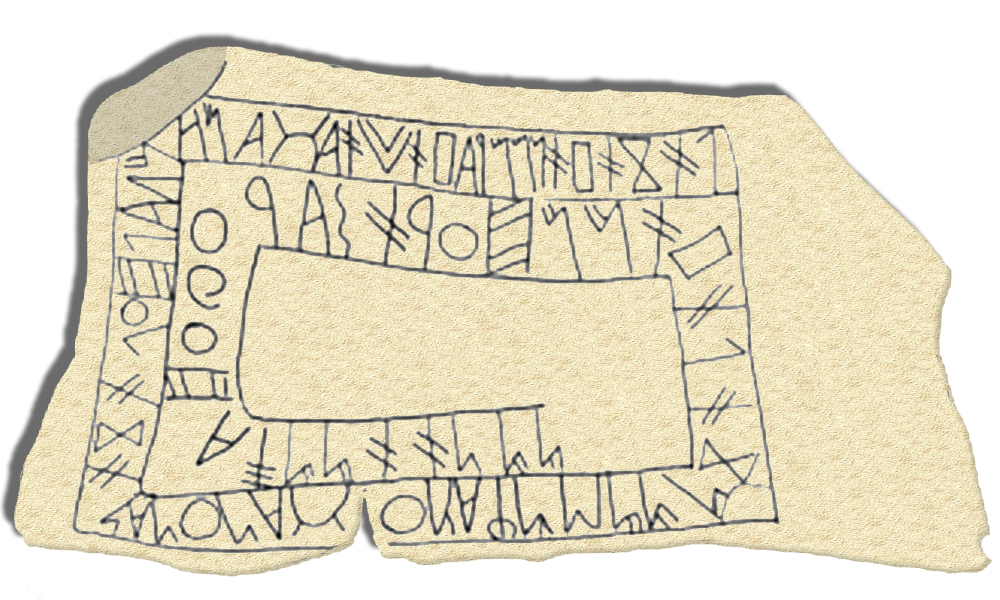
Südlusitanische Schrift. Stele von Fonte Velha (Bensafrim, Lagos).
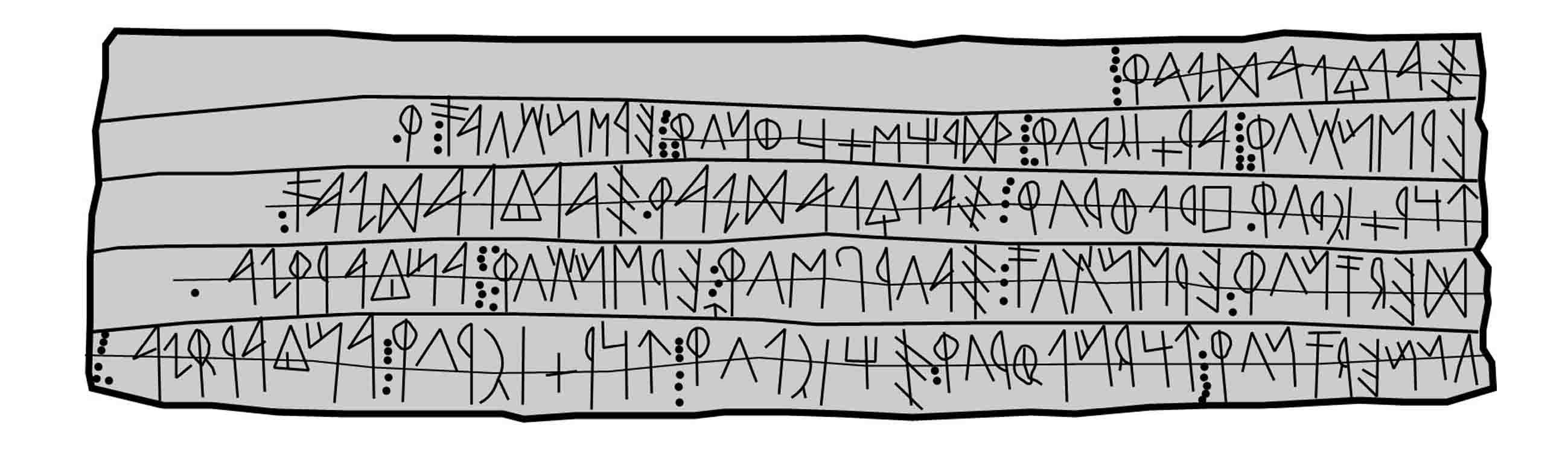
Südostiberische Schrift. Bleiblech von La Bastida de las Alcusas (Mogente).

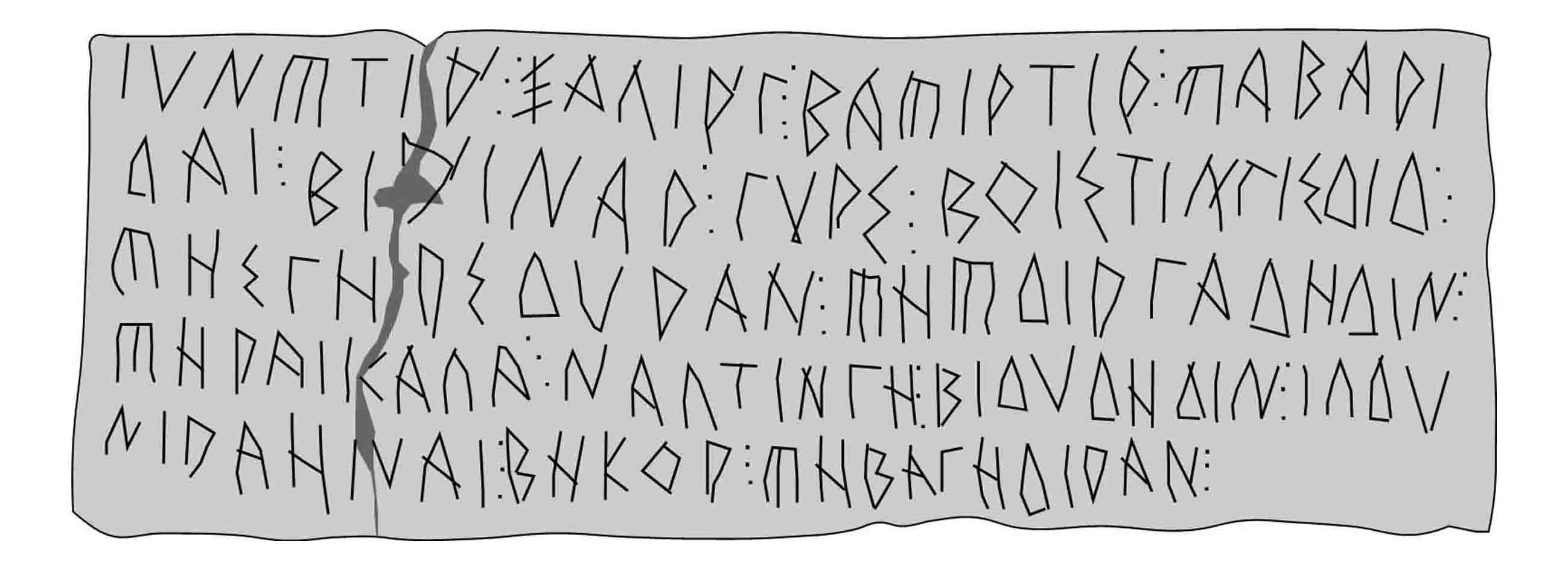
Gräko-Iberisches Alphabet. Bleiblech von La Serreta (Alcoy).
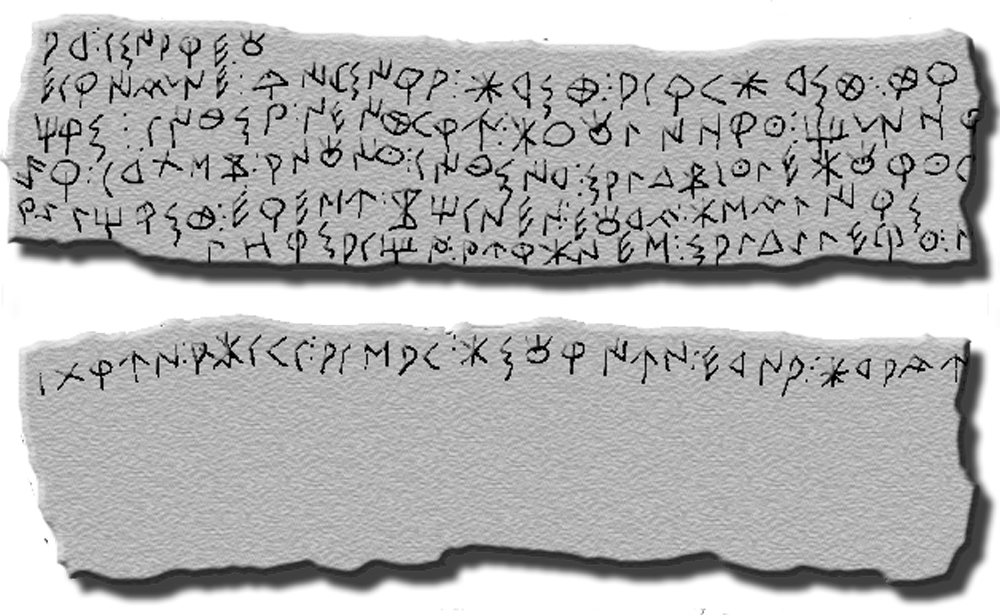
Nordostiberische Schrift. Bleiblech von Ullastret (Girona) (s IV a. C.).
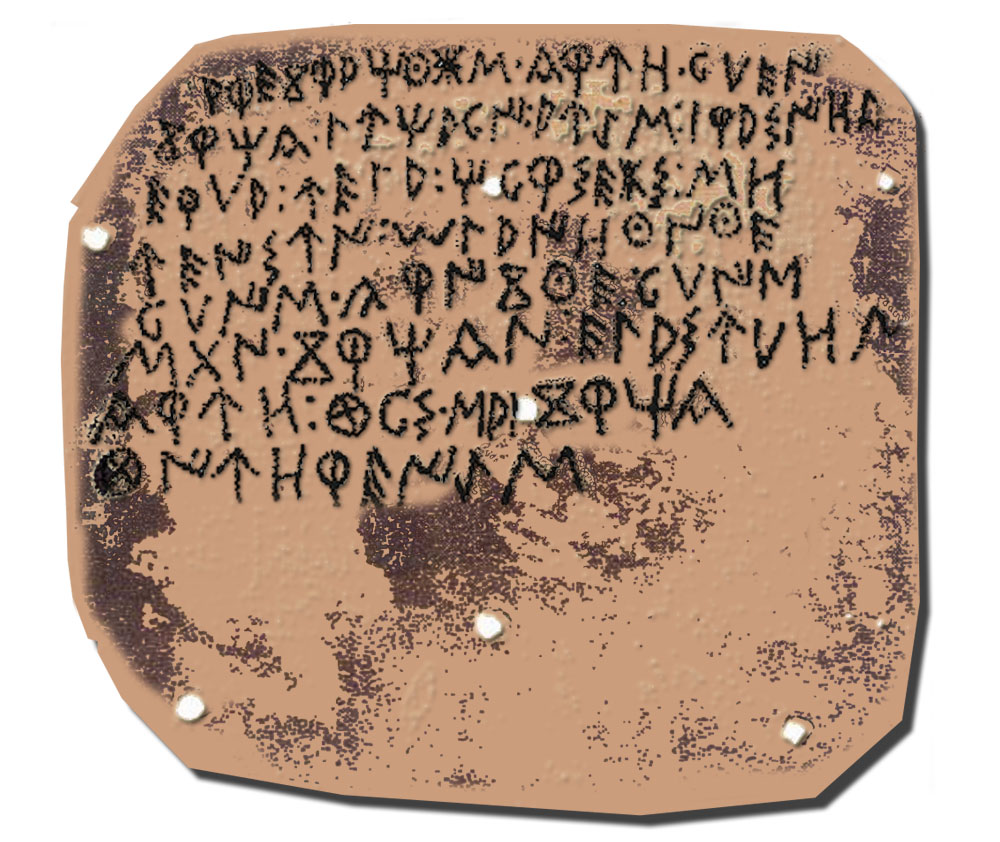
Keltiberische Schrift. Bronzetafel von Luzaga (Guadalajara).